# Goldfussoceras
Goldfussoceras is een geslacht van uitgestorven weekdieren uit de klasse Gastropoda.

## Soorten
- † Goldfussoceras circinalis (Goldfuss, 1844)
  - =  † Euomphalus circinalis Goldfuss, 1844